# Niemandsland (begrip)
Een niemandsland of neutrale zone is een (grens)gebied dat aan niemand toebehoort. In oorlogstijd wordt het gebied tussen de frontlinies van twee vijandelijke legers ook wel aangeduid als niemandsland. In het algemeen zou je een gebied waar nooit iemand komt Niemandsland kunnen noemen. Een 'niemandsland' is ook wel een gebied waar niets te bekennen is, en met dezelfde uitdrukking kan men naar een onderwerp verwijzen dat niemand zich eigen heeft gemaakt.

## Tussen twee staten

### De facto niemandsland tussen twee staten

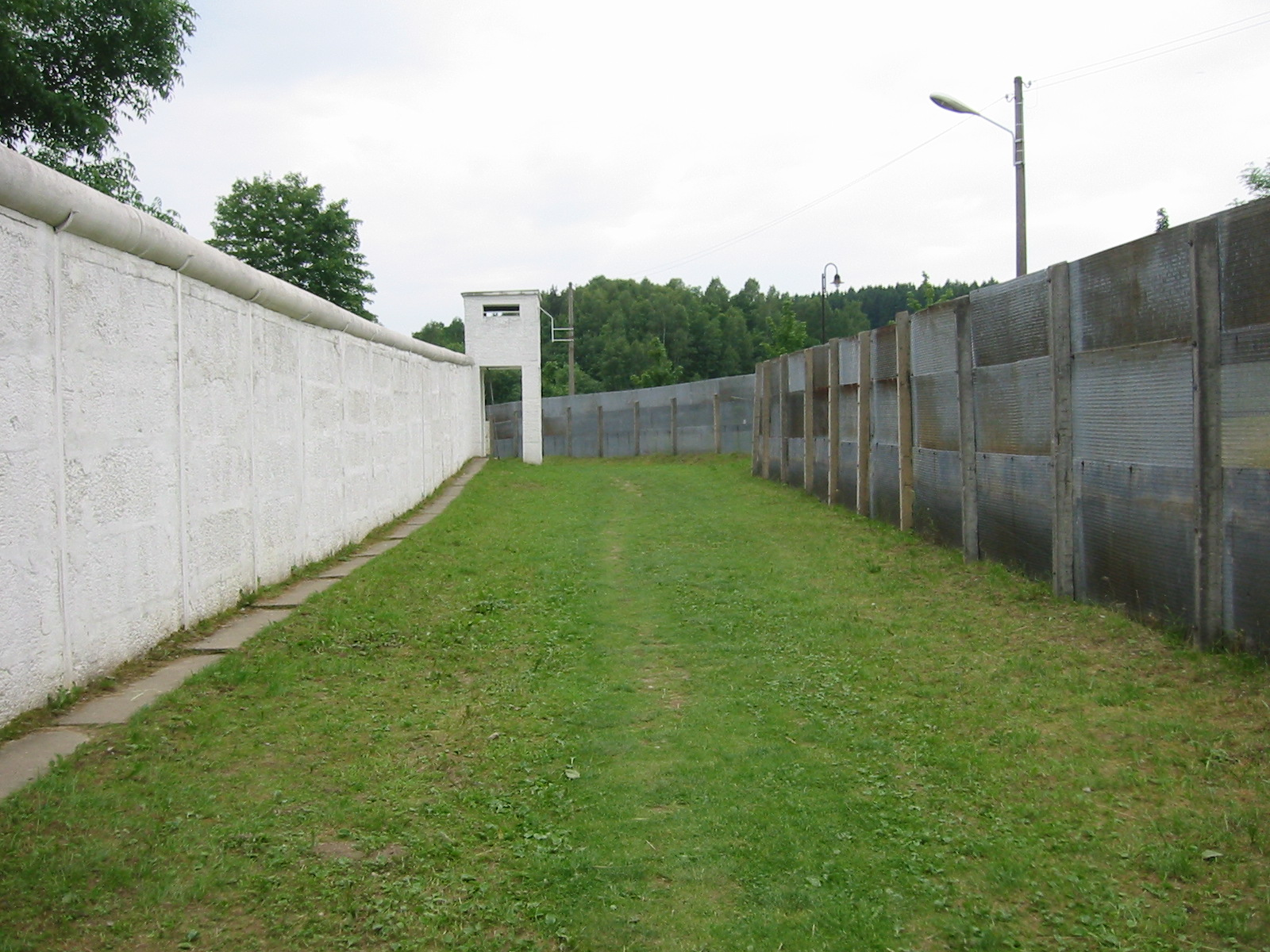
Een voormalig stuk niemandsland in het Duitse Mödlareuth.

Bij grensoverschrijding komt men vaak twee grensposten tegen — eerst het ene land uit en daarna het andere land in. Het gebied daartussen hoort meestal tot het grondgebied van de staten (de grensposten staan niet precies op de grens), maar wordt toch wel als niemandsland aangeduid. Een oorzaak hiervoor is dat (bewaakte) landgrenzen economisch afstotend werken. Met andere woorden: een bedrijf op de grens is niet aantrekkelijk als de klanten maar van een kant kunnen komen of eerst een grenscontrole moeten passeren. Daarbij werd het ook vaak om veiligheidsreden niet toegestaan dat men zich te dicht bij de grens vestigde. Om deze reden wilden ook veel mensen zelf liever niet in de buurt van een grens wonen: in geval van oorlog zat men direct klem tussen beide strijdende partijen.
Een groot deel van een luchthavengebouw geldt ook als de facto niemandsland. Hoewel het valt onder de jurisdictie van het land waar het gebouw zich bevindt, kan men er verblijven zonder dat men over een visum voor dat land beschikt.
Een ander voorbeeld was de smalle strook land tussen de Berlijnse Muur en West-Berlijn.
Officieel maakte deze deel uit van Oost-Berlijn, doordat de muur niet precies op de grens stond. Hierdoor ontstond voor de muur een smalle ongebouwde strook. Dat de muur officieel geheel op Oost-Duits gebied stond weerhield West-Duitse graffitispuiters er overigens niet van de muur in de loop der jaren vol te spuiten. Ook voor het IJzeren Gordijn bevond zich een strook niemandsland: juridisch deel van de Oostbloklanden, maar feitelijk onbewoond. Deze niemandslanden fungeerden als veiligheidsstroken en werden zwaar bewaakt en ondermijnd.
Ook tussen Nederland en Duitsland werd na de Tweede Wereldoorlog een strook niemandsland gecreëerd. Deze lag op Duits grondgebied. De oorspronkelijke bewoners werden uit deze strook verdreven. Al binnen een jaar mochten de bewoners terugkeren naar hun huizen.

### De jure niemandslanden
Bij Baarle was er een stukje niemandsland waarbij men in 1843 niet kon besluiten of het bij Baarle-Nassau hoorde of bij Baarle-Hertog. Pas in 1995 werd besloten dat dit perceel de tweeëntwintigste enclave werd van Baarle-Hertog.
Op de grens van Egypte en Soedan ligt het gebied Bir Tawil dat door beide staten niet geclaimd wordt omdat de daarmee aangehouden grens ervoor zorgt dat de veel grotere en aan zee grenzende Hala'ib-driehoek buiten hun landsgrenzen valt.
Andere niemandslanden waren de Neutrale Zone tussen Irak en Saoedi-Arabië, en de Neutrale Zone tussen Saoedi-Arabië en Koeweit. Overigens zijn de meeste grenzen van Saoedi-Arabië betwist en gelden de grensgebieden van deze staat als de facto niemandsland omdat het hier vaak om moeilijk begaanbaar economisch oninteressant gebied gaat.

## Antarctica
Ook Antarctica kan men als niemandsland beschouwen daar het Antarctisch Verdrag alle claims op dit gebied bevriest.

## Loopgravenoorlogen
Het land tussen twee fronten werd in een loopgravenoorlog aangeduid als niemandsland. Het land behoorde aan geen van de legers toe. Een aanvallend leger moest dit niemandsland altijd oversteken voor de loopgraven van de vijand werden bereikt, en was daardoor in het open terrein zeer kwetsbaar voor vijandelijk vuur. Bovendien was het niemandsland vaak door de voortdurende aanvallen en bombardementen drassig en slecht begaanbaar geworden, en lag het vol met wrakken en onbegraven lijken. Daarbij waren er vaak prikkeldraadversperringen en landmijnen gelegd om aanvallende legers het oprukken te belemmeren, en bevonden zich ook her en der blindgangers, die bij de minste of geringste onbedoelde stimulering alsnog konden ontploffen.

## Andere betekenis
Braakliggend terrein ten behoeve van stadsuitbreiding van steden of dorpen, maar waar de bouw nog niet is begonnen, wordt ook wel als niemandsland aangeduid, omdat de vorige gebruiker al is onteigend en vertrokken maar de nieuwe bewoners er nog niet zijn.